# 경구개음
경구개음(硬口蓋音, 문화어: 앞천장소리) 또는 센입천장소리는 전설과 경구개 사이에서 조음해서 내는 자음이다. 혀끝이 아랫니에 붙어 있는 것이 혀끝소리와 다른 점이다. 

## 국제 음성 기호에서
국제 음성 기호에 있는 경구개음은 아래와 같다.
| IPA | 이름               | 예         | 예          | 예        | 예             |
| IPA | 이름               | 언어       | 철자        | IPA       | 뜻             |
| --- | ------------------ | ---------- | ----------- | --------- | -------------- |
|     | 경구개 비음        | 말레이어   | banyak      | [baɲaʔ]   | 많은           |
|     | 무성 경구개 파열음 | 헝가리어   | hattyú      | [hɒcːuː]  | 고니           |
|     | 유성 경구개 파열음 | 라트비아어 | ģimene      | [ɟimene]  | 가족           |
|     | 무성 경구개 마찰음 | 독일어     | nicht       | [nɪçt]    | …아니다, …않다 |
|     | 유성 경구개 마찰음 | 스페인어   | rayo        | [raʝo]    | 천둥, 벼락     |
|     | 경구개 접근음      | 한국어     | 요리 (yori) | [joɾi]    |                |
|     | 경구개 설측 접근음 | 이탈리아어 | gli         | [ʎi]      |                |
|     | 유성 경구개 내파음 | 스와힐리어 | hujambo     | [huʄambo] | 안녕하세요     |
|     | 경구개 흡착음      | Nǁng어     | ǂoo         | [kǂoo]    | 남자(의)       |

## 같이 보기
- 구개음화 (음성학)
- 구개음화
- 조음 위치